# Duchcov
Duchcov (niem. Dux) – miasto w Czechach, w kraju usteckim.
31 grudnia 2003 powierzchnia miasta wynosiła 1540 ha, a liczba jego mieszkańców 8937 osób.
Na zamku w Duchcovie ostatnie lata życia spędził i tam zmarł Giacomo Casanova, który w latach 1785–1798 pracował jako bibliotekarz hrabiego Karla von Waldsteina. W Duchcovie urodziła się czeska tenisistka, Eva Birnerová.

## Demografia
| Rok             | 1970   | 1980   | 1991  | 2001  | 2003  |
| --------------- | ------ | ------ | ----- | ----- | ----- |
| Liczba ludności | 12 210 | 10 554 | 8 913 | 8 780 | 8 937 |

Źródło: Czeski Urząd Statystyczny
W miejscowości jest przystanek kolejowy Duchcov.